# Контрольный облёт
Контрольный облёт — испытательный полёт летательного аппарата перед вводом в эксплуатацию. Выполняется лётчиком на одноместных машинах, или лётным экипажем на многоместных.
Любое воздушное судно допускается к эксплуатации установленным кругом должностных лиц на чётко определённый эксплуатационно-технической документацией период (срок) эксплуатации.
Согласно руководящей документации (в частности, ФАП ИАО государственной авиации РФ): перед допуском воздушного судна к эксплуатации должен быть выполнен облёт, контрольный полёт или ознакомительный полёт для проверки работоспособности систем и оборудования.
Облёт производится после сборочных работ на воздушном судне в эксплуатирующей организации, после выполнения регламентных работ, после замены двигателя (двигателей), при хранении воздушного судна в сроки, определённые действующей документацией, а также по другим причинам согласно документации на данное ВС.
Контрольный полет проводится после замены узлов, агрегатов управления, пилотажных приборов или устранения неисправностей, влияющих на устойчивость или управляемость воздушного судна; выполнения работ по бюллетеням промышленности и установки оборудования, изменяющего летно-технические характеристики ВС; хранения ВС более 6 месяцев при необходимости привлечения ВС на полеты; для проверки характеристик прицельно-навигационных или разведывательных комплексов. Решение о необходимости контрольного полета при перерывах в полетах от 3 до 6 месяцев принимает заместитель командира части по ИАС.
Ознакомительный полет проводится эксплуатантом при приемке ВС от заводов-изготовителей, авиаремонтных предприятий, других частей и организаций.
Статьи №№ 191, 193, 194 ФАП ИАО. Перед облетом, контрольным или ознакомительным полетом ВС должно быть осмотрено руководящим составом в должности от командира авиационно-технического отряда и выше, в объеме не менее контрольного осмотра. Совмещать облет, контрольный или ознакомительный полет с выполнением других полетных заданий запрещается. После облета, ознакомительного или контрольного полета ВС допускается к дальнейшей эксплуатации только после выполнения на нем работ в объеме послеполетной подготовки, проверки внешней герметичности топливных, гидравлических и масляных систем, других работ, предусмотренных действующей документацией, и получения положительных результатов при анализе материалов бортовых регистрирующих устройств и их оформления в объеме специального контроля. Допуск ВС к дальнейшей эксплуатации производит заместитель командира части по ИАС. Все материалы по облёту ВС хранятся в авиационных отрядах, до проведения очередного однотипного облёта.
Также облёт всегда выполняется на новом летательном аппарате, для чего на каждом авиазаводе имеется лётно-испытательная станция (ЛИС).
В отечественной авиации облёт ВС выполняется только днём и в простых метеоусловиях, по строго заданной утверждённой программе облёта в зоне аэродрома, и целиком и полностью зависит от характера производимых текущих технических работ на ВС.  Так, статья 189 ФАП ИАО утверждает, что:
Типовые программы облета и ознакомительного полета разрабатываются научно-исследовательскими организациями, согласовываются с начальником авиации ВВС — заместителем главнокомандующего ВВС по авиации и начальником вооружения — заместителем главнокомандующего ВВС по вооружению, утверждаются заместителем главнокомандующего ВВС (согласовываются с начальником отдела боевой подготовки и главным инженером авиации вида или рода войск Вооруженных Сил и утверждаются командующим авиацией (начальником авиации) вида или рода войск Вооруженных Сил, если АТ эксплуатируется только в данном виде или роде войск Вооруженных Сил). Одновременно с программами облета и ознакомительного полета должны быть отработаны схемы типовых профилей полета и инженерно-штурманский расчет этих полетов. Программа контрольного полета отрабатывается заместителями командира части по ИАС и заместителем по летной подготовке и утверждается командиром части.
В государственной авиации для выполнения облёта лётные экипажи специально допускаются. Контроль готовности летного состава к облёту ВС (контрольному полёту) выполняется лично командиром авиационной части (полка) и его заместителем по ИАС.
Помимо облёта летательного аппарата, также облётывают, к примеру, аэродромное радиотехническое оборудование, то есть выполняется его проверка на соответствие допускам на специальном самолёте-лаборатории.